# Filip I Macedoński
Filip I (gr.Φίλιππος Α) – król Macedonii z rodu Argeadów. Tron objął po śmierci ojca, Argajosa I.